# Tubularia borealis
Tubularia borealis är en nässeldjursart som beskrevs av Clark 1876. Tubularia borealis ingår i släktet Tubularia och familjen Tubulariidae. Inga underarter finns listade i Catalogue of Life.